# Олейник, Александр Николаевич
Алекса́ндр Никола́евич Оле́йник (укр. Олександр Миколайович Олійник; 31 октября 1987, Измаил, Одесская область, Украинская ССР, СССР) — украинский футболист, полузащитник. После завершения игровой карьеры — футбольный тренер.

## Биография
В ДЮФЛ выступал за РВУФК (Киев), ДЮСШ Измаил, «Виктория» (Узин).
22 мая 2005 года дебютировал за белоцерковскую «Рось» во второй лиге в матче против «Крымтеплицы» (1:4). В зимние межсезонье 2009 года перешёл в кишинёвскую «Дачию». Летом 2009 года перешёл в донецкий «Металлург», подписал пятилетний контракт.
Выступал за второлиговые клубы «Десна» (Чернигов), «Кристалл» (Херсон) и «Энергия» (Николаев), а также перволиговый «Олимпик» (Донецк).
В начале сентября 2014 года перешёл харьковский «Гелиос». В новой команде взял 14 номер.
С 20 августа по 10 сентября 2015 года был заявлен за керченский «Океан», в составе которого провел один матч в чемпионате Крыма.
В 2017—2018 годах выступал в чемпионате Харьковской области за «Энергетик» из Солоницевки.
В конце осени 2018 года Олейник был назначен главным тренером харьковской «Кобры», которая выступала в чемпионате Украины среди любителей, но так и не провел в качестве тренера ни одного матча. В начале февраля 2019 года по сообщениям СМИ был назначен исполняющим обязанности главного тренера ФК «Сумы», но под руководством Олейника команде не пришлось провести ни одного официального матча. Подготовка «горожан» ко второй части сезона 2018/19 началась 11 марта, уже через 8 дней главным тренером команды был назначен Олег Лутков, а Олейник стал его ассистентом.

## Статистика
| Сезон   | Клуб               | Лига                  | Чемпионат | Чемпионат | Кубок | Кубок | Дубль | Дубль |
| Сезон   | Клуб               | Лига                  | Игры      | Голы      | Игры  | Голы  | Игры  | Голы  |
| ------- | ------------------ | --------------------- | --------- | --------- | ----- | ----- | ----- | ----- |
| 2004/05 | Рось               | Вторая лига           | 2         | 0         | 0     | 0     | —     | —     |
| 2005/06 | Рось               | Вторая лига           | 15        | 0         | 1     | 0     | —     | —     |
| 2006/07 | Рось               | Вторая лига           | 28        | 5         | 0     | 0     | —     | —     |
| 2007/08 | Рось               | Вторая лига           | 28        | 1         | 0     | 0     | —     | —     |
| 2008/09 | Рось               | Вторая лига           | 18        | 4         | 1     | 1     | —     | —     |
| 2008/09 | Дачия (Кишинёв)    | Национальный дивизион | 4         | 0         | ?     | ?     | ?     | ?     |
| 2009/10 | Металлург (Донецк) | Премьер-лига          | 0         | 0         | 1     | 0     | 19    | 3     |